# Tony Anholt
Anthony Anholt (Singapore, 19 januari 1941 – Londen, 26 juli 2002) was een Brits televisieacteur.

## Biografie
Anholt werd geboren op 19 januari 1941 in Singapore als zoon van Brits-Nederlandse ouders. Het gezin verhuisde tijdens de Tweede Wereldoorlog naar Australië, vervolgens voor korte tijd naar Zuid-Afrika en vestigde zich uiteindelijk in het Verenigd Koninkrijk, waar Anholt school liep aan de Cranleigh School in Zuid-Surrey. Zijn vader was door de Japanners gevangengenomen, werd gedwongen om aan de Birmaspoorweg te werken en stierf toen zijn zoon drie jaar oud was. Zijn moeder hertrouwde vijf jaar later.
Aanvankelijk was Anholt omroeper voor BBC World Service. Zijn acteercarrière speelde zich bijna uitsluitend af op televisie. Naast vele gastrollen in televisieseries zoals Coronation Street, Only Fools and Horses en Relic Hunter had hij een vaste rol in de series The Protectors en Space: 1999 in de jaren zeventig en in Howard's Way in de jaren tachtig. Zijn enige filmrol was in de Britse thriller Fear is the Key uit 1972.
In 1964 trouwde Anholt met Sheila Willet. Het paar kreeg een zoon en ging uit elkaar in 1986. In 1990 trouwde hij met actrice Tracey Childs, die hij had leren kennen op de set van Howards' Way. Zijn tweede huwelijk eindigde acht jaar later eveneens in een scheiding.
Anholt overleed op 26 juli 2002 in Londen op 61-jarige leeftijd aan de gevolgen van een hersentumor.